# Taylor Wang
Taylor Wang (chiń. upr. 王赣骏; chiń. trad. 王贛駿; pinyin Wáng Gànjùn; ur. 16 czerwca 1940 w Jiangxi) – chińsko-amerykański naukowiec i astronauta.

## Życiorys
W 1952 wraz z rodziną przeniósł się na Tajwan, gdzie skończył szkołę średnią, następnie przeniósł się do Hongkongu, później studiował fizykę na Uniwersytecie Kalifornijskim w Los Angeles, gdzie w 1968 został magistrem, a w 1971 doktorem. Później pracował w laboratorium napędu odrzutowego California Institute of Technology jako starszy naukowiec. W 1975 otrzymał obywatelstwo USA. 5 czerwca 1983 został wyselekcjonowany przez NASA jako kandydat na astronautę, następnie przeszedł szkolenie przygotowawcze. Od 29 kwietnia do 6 maja 1985 był specjalistą ładunku podczas misji STS-51-B trwającej 7 dni i 8 minut. Start nastąpił z Centrum Kosmicznego im. Johna F. Kennedy’ego na Florydzie, a lądowanie w Edwards Air Force Base w Kalifornii. Stał się wówczas pierwszym etnicznym Chińczykiem Han w kosmosie.
Po zakończeniu misji opuścił NASA.
Stowarzyszenie Uczestników Lotów Kosmicznych (Association of Space Explorers) przyznało mu Universal Astronaut Insignia za lot orbitalny (nr 168).